# Kilij Arslan II

Sultanaat Rum, situatie van 1190.

Kilij Arslan II (Turks: II. Kılıç Arslan, Arabisch: عز الدين قلج أرسلان بن مسعود, 'Izz al-Dīn Qilij Arslān bin Mas'ūd; wat "leeuwenzwaard" betekent) was een Seltsjoeks sultan van Rûm vanaf 1156 tot aan zijn dood in 1192.
Zoals Arnold van Lubeck vermeldt in zijn Chronica Slavorum, was deze aanwezig bij de bijeenkomst van Hendrik de Leeuw met Kilij Arslan gedurende zijn pelgrimstocht naar Jeruzalem in 1172. Toen ze elkaar ontmoetten bij Tarsus, omhelsde en kuste de sultan de Duitse hertog en herinnerde hij hem dat ze in bloedlijn neven en verwanten waren (in het Latijn geformuleerd als amplexans et deosculans eum, dicens, eum consanguineum suum esse). Hierop vroeg de hertog naar details inzake deze vermeende bloedverwantschap. Kilij Arslan vertelde hem over een adellijke vrouw uit het Heilige Roomse Rijk die met een Russische koning trouwde. Samen kregen ze een dochter, de dochter van deze dochter arriveerde weer in het sultanaat Rûm en hij vertelde dat hij van haar afstamde. Met de Russische koning werd mogelijk Svjatoslav II van Kiev bedoeld.
In 1159 viel Kilij Arslan de Byzantijnse keizer Manuel I Komnenos aan, deze was onderweg vanuit Iconium, waar hij net terugkeerde na onderhandeld te hebben met Nur ad-Din uit Syrië. In 1161 versloeg Kilij Jan Contostephanus, de neef van Manuel, waarna de sultan naar Constantinopel reisde met de gedachte dat hij het Byzantijnse Rijk gemakkelijk zou onderwerpen. In 1173, toen Kilij enige tijd in vrede leefde met het Byzantijnse Rijk, was hij geallieerd met Nur ad-Din tegen de stad Mosoel.
Het vredesverdrag met de Byzantijnen duurde tot 1175, toen Kilij Arslan weigerde om de veroverde gebieden van de Danisjmenden over te dragen aan Manuel I Komnenos. Beiden dachten echter aan een hernieuwde strijd, omdat ze voorbereid waren nieuwe fortificaties te bouwen of bestaande te versterken. Kilij Arslan probeerde echter nog tot onderhandelingen te komen maar Manuel trok in 1176 met zijn leger het sultanaat binnen. Hij wilde Iconium voor zichzelf veroveren. Kilij Arslan kon het leger van Manuel I Komnenos verslaan bij de Slag bij Myriokephalon. De sultan drong aan op een vredesverdrag.
In 1179 ontvoerde Kilij Arslan de Franse graaf Hendrik I van Champagne, deze kwam vanuit Jeruzalem over land terug van een pelgrimstocht. De graaf werd door de Byzantijnse keizer vrijgekocht met een aanzienlijk losgeld. De graaf overleed echter al snel daarna. In 1180 maakte Kilij Arslan gebruik van de instabiliteit in het Byzantijnse Rijk na het overlijden van Manuel I Komnenos, door zich te verzekeren van de gebieden aan de Zuid-Anatolische kust en sloot in hetzelfde jaar een bestand van samenwerking met Saladin. In 1182 veroverde hij de stad Cotyaeum op de Byzantijnen. In 1185 sloot Kilij vrede met keizer Isaäk II Angelos, maar het jaar daarop verdeelde deze de macht over zijn negen zoons. Ondanks de alliantie met Saladin lukte het hem niet om de legers van de Derde Kruistocht tot stoppen te dwingen, maar desondanks wisten de Turken na de dood van Frederik Barbarossa de overblijfselen van het Duitse leger te verslaan.
Kilij Arslan overleed in 1192, nadat hij aan Kaykhusraw I de belofte had gedaan dat deze hem mocht opvolgen als sultan. Kaykhusraw's broers zouden echter elkaar bestrijden over de diverse gebieden in en buiten het Sultanaat van Rûm.